# Besleria conformis
Besleria conformis är en tvåhjärtbladig växtart som beskrevs av Conrad Vernon Morton. Besleria conformis ingår i släktet Besleria och familjen Gesneriaceae. Inga underarter finns listade i Catalogue of Life.